# Kızkalesi (zamek)

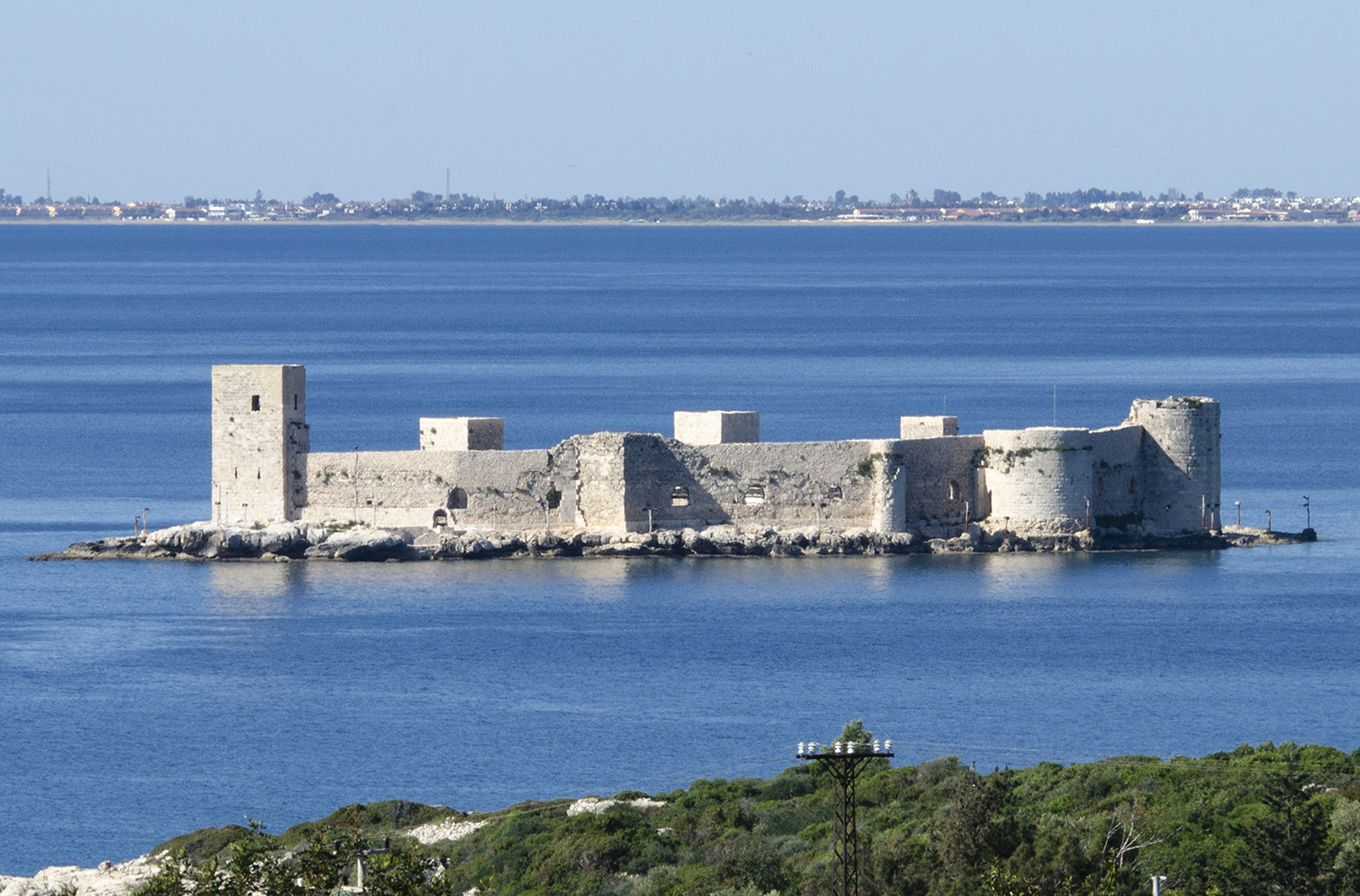
Widok z lądu na zamek na wodzie Kızkalesi

Kızkalesi (określany również, jako Zamek Panny) jest zamkiem usytuowanym na niewielkiej wyspie około 400 metrów od stałego lądu, w Prowincji Mersin w Turcji.

## Historia
Jak podaje Strabon, wyspa na której stoi współcześnie zamek, używana była w czasach antycznych przez piratów. Zamek został prawdopodobnie wybudowany niedługo po pierwszej krucjacie, gdy Bizancjum rządził cesarz Aleksy I Komnen. Następnie został on znacznie rozbudowany w czasach Leona II, władcy Ormiańskiego Królestwa Cylicji. Ormianie wybudowali również wewnątrz twierdzy kaplicę z charakterystycznym sklepieniem kolebkowym.
W XIV wieku królestwo Armenii Małej (Ormiańskie Królestwo Cylicji) było na skraju upadku i w 1360 na prośbę mieszkańców zamek został zdobyty przez Piotra I Cypryjskiego. Następnie, w 1448 roku zamek podbił Ibrahim II, bej Karamanu, a następnie w 1471 roku Gedik Ahmed Pasza, wielki wezyr imperium osmańskiego.

## Opis
Całkowita długość twierdzy wynosi 192 metry. Ściana południowa i zachodnia są do siebie prostopadłe. Północne i wschodnie boki otoczone są zakrzywionym wałem. Główna brama znajduje się po stronie północnej, a od strony zachodniej znajduje się niewielka brama i galeria.

## Legenda
Z zamkiem Kızkalesi wiąże się legenda, mówiąca o przepowiedni, zgodnie z którą królewska córka miała zostać śmiertelnie ukąszona przez węża. W celu ochrony przed złym fatum, księżniczka schroniła się na zamku otoczonym wodą (Kızkalesi). Wąż jednak przypłynął na wyspę w koszu z owocami, w którym się schował, a następnie śmiertelnie ukąsił królewską córkę.
Legenda ta przypisywana jest również innym miejscom, niż zamek Kızkalesi.

## Galeria

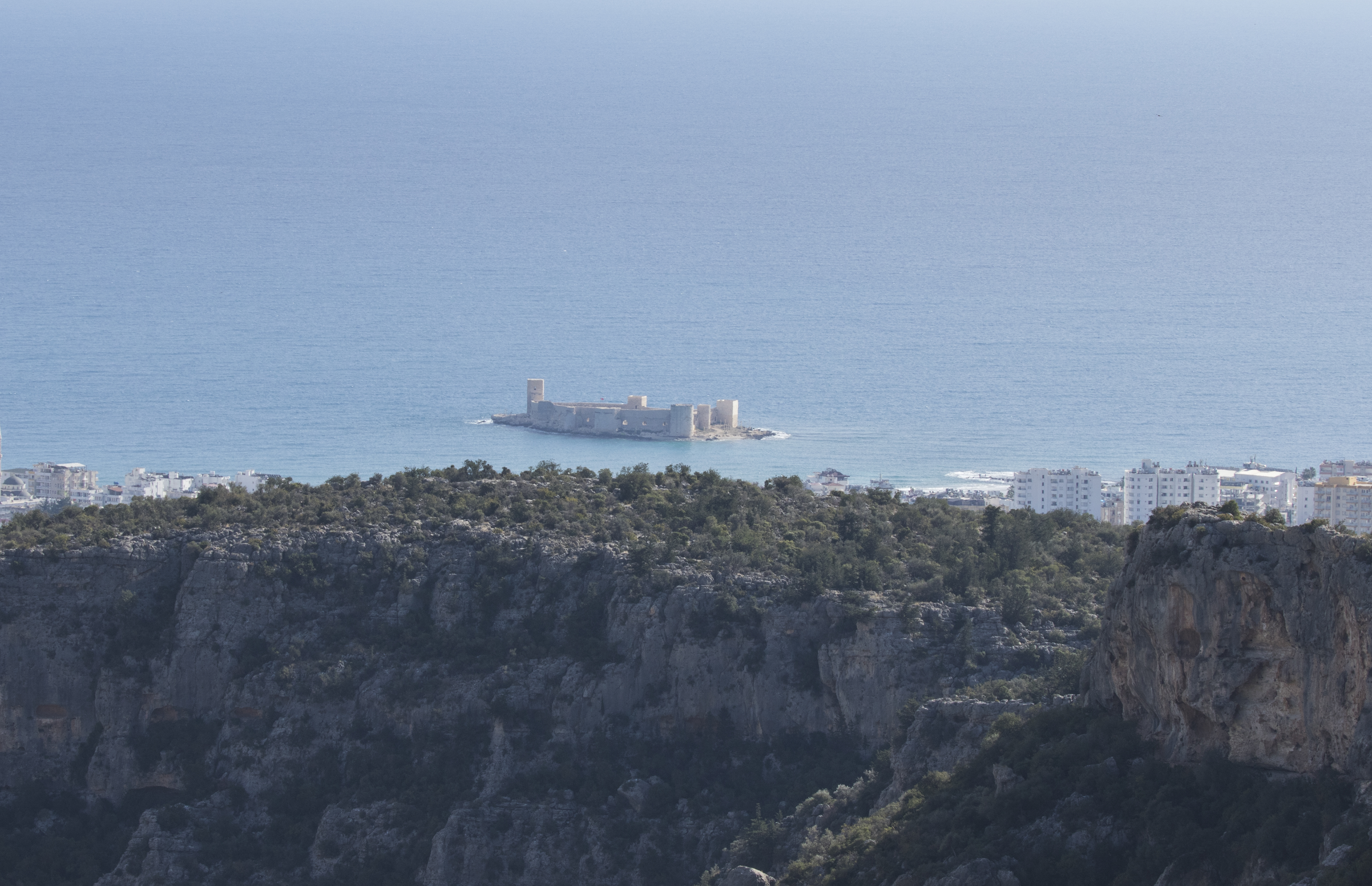
Kızkalesi - widok z góry
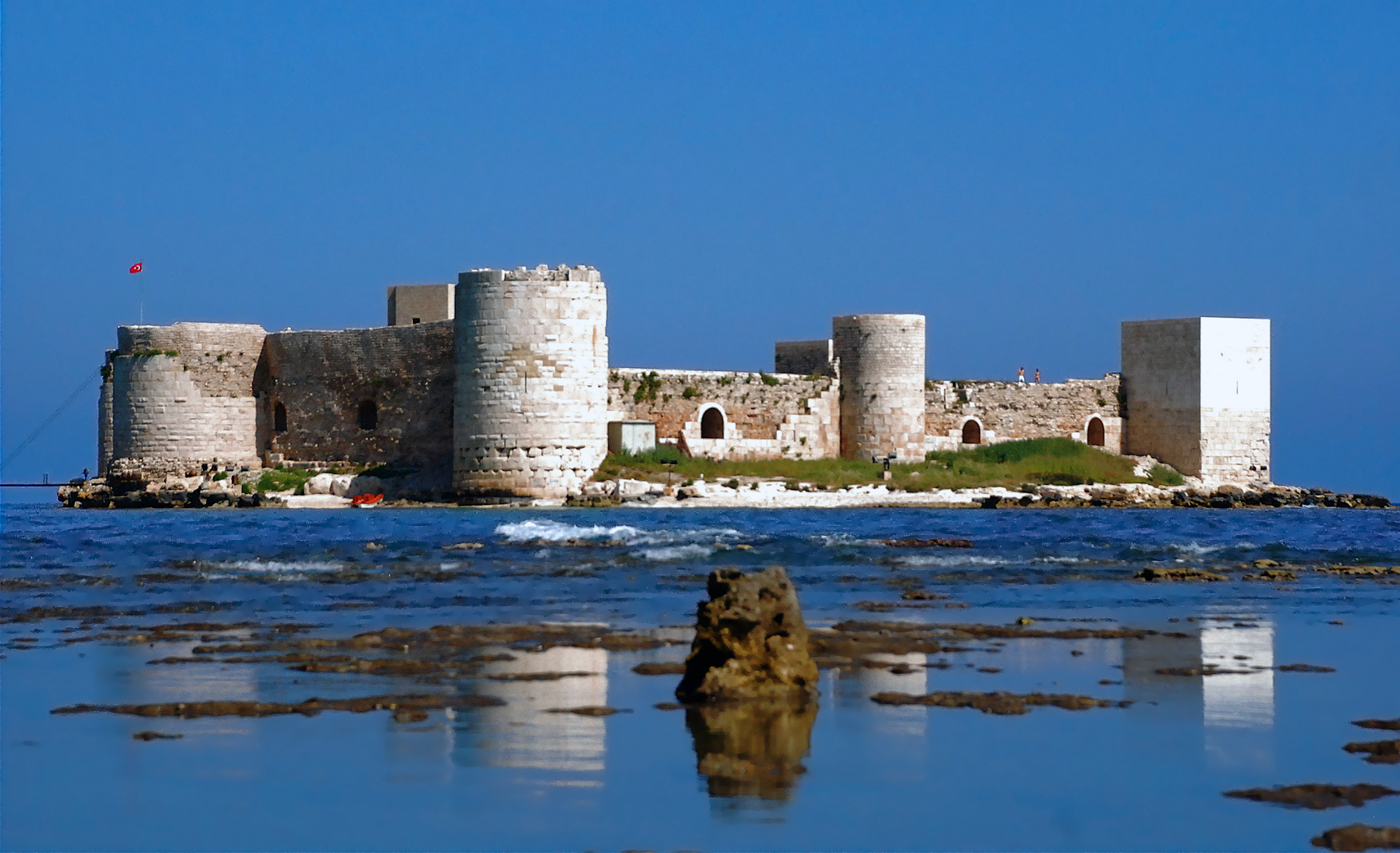
Zamek na wodzie
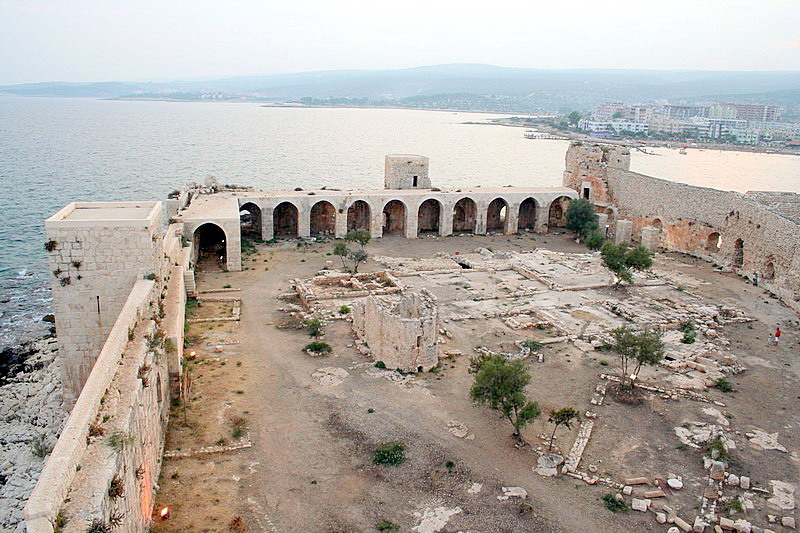
Dziedziniec zamku
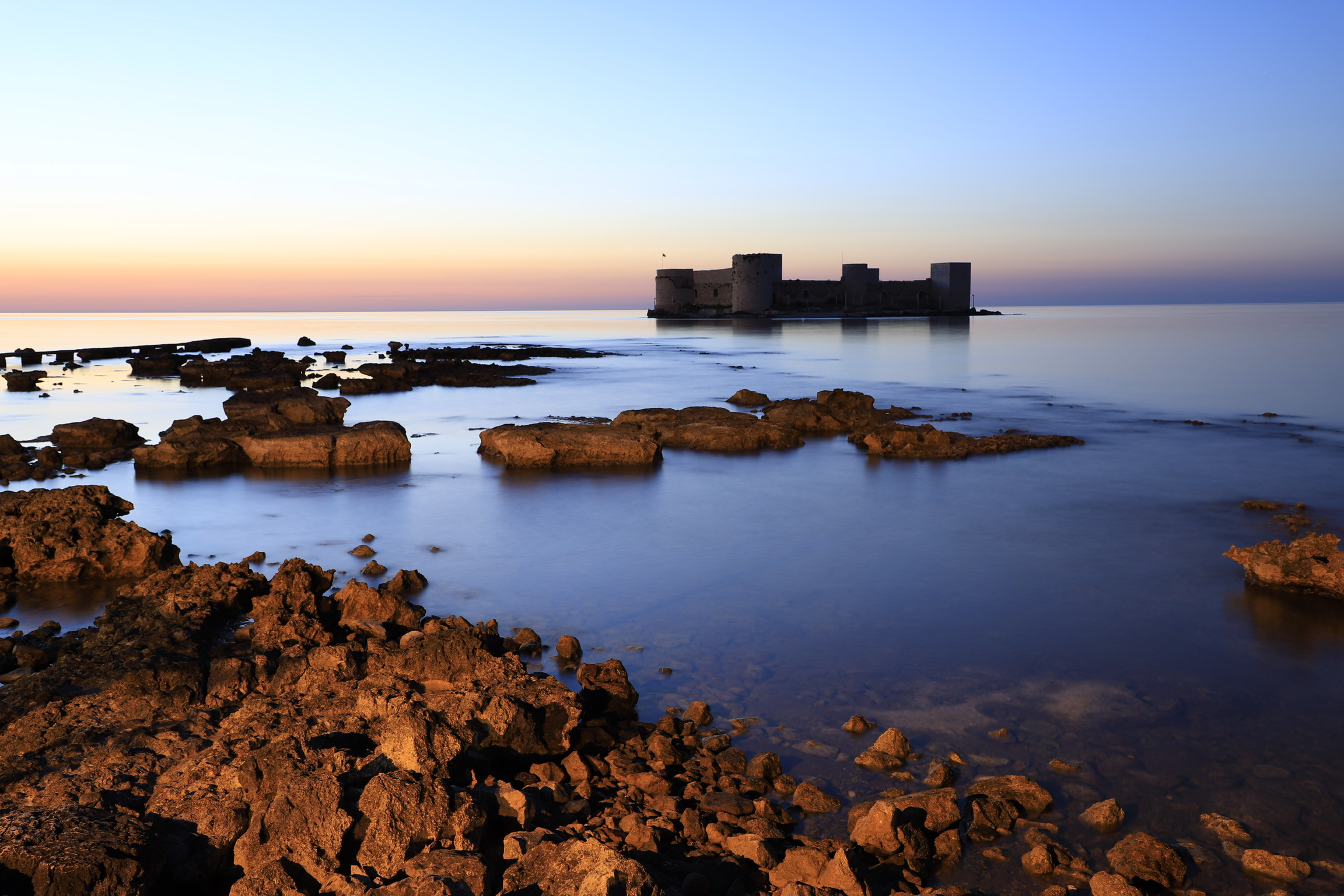
Kızkalesi wieczorową porą